# Risbecoma pigrae
Risbecoma pigrae är en stekelart som beskrevs av Jean-Yves Rasplus 1988. Risbecoma pigrae ingår i släktet Risbecoma och familjen kragglanssteklar. Inga underarter finns listade i Catalogue of Life.